# Elezioni regionali in Trentino-Alto Adige del 1983
Le elezioni regionali in Trentino-Alto Adige del 1983 per il rinnovo del Consiglio regionale si tennero il 20 novembre. L'affluenza fu del 90,86%.
La DC continuò la coalizione con la SVP, ma per la prima volta perse la maggioranza relativa regionale e quella assoluta in Trentino.
In Trentino si sarebbero dovute svolgere, in contemporanea alle elezioni regionali, anche le prime elezioni delle 11 assemblee dei comprensori, previste inizialmente a maggio. Ad ottobre le elezioni furono però sospese e l'elettività diretta di questi organi sarà poi dichiarata incostituzionale nel 1988.

## Il quasi annullamento nel 1985
Con una sentenza depositata il 18 gennaio 1985 il Consiglio di Stato accoglieva un ricorso ritenendo illegittima l'ammissione all'elezione della lista della UATT, presentatasi come SVP, per vizi di forma annullando così l'elezione per i 35 consiglieri trentini.
La sentenza ha provocato grande incertezza politica e la paralisi dell'attività degli organi della Provincia autonoma di Trento per quasi un mese fino al 22 febbraio 1985 quando la sentenza è stata sospesa negli effetti su ricorso della regione. Il voto dell'elezione regionale è rimasto valido fino alla scadenza della legislatura.

## Risultati
| Liste                                         | Voti                | %                   | Seggi               |
| Riepilogo regionale                           | Riepilogo regionale | Riepilogo regionale | Riepilogo regionale |
| --------------------------------------------- | ------------------- | ------------------- | ------------------- |
| Südtiroler Volkspartei                        | 170.125             | 29,56               | 22                  |
| Democrazia Cristiana                          | 155.180             | 26,96               | 19                  |
| Partito Comunista Italiano                    | 47.769              | 8,30                | 6                   |
| Partito Socialista Italiano                   | 38.617              | 6,71                | 4                   |
| Partito Repubblicano Italiano                 | 26.027              | 4,52                | 3                   |
| Movimento Sociale Italiano - Destra Nazionale | 25.090              | 4,36                | 3                   |
| Unione Autonomista Trentino Tirolese          | 23.741              | 4,13                | 3                   |
| Autonomia Integrale                           | 18.056              | 3,14                | 2                   |
| Partito Socialista Democratico Italiano       | 13.400              | 2,33                | 1                   |
| Lista alternativa per l'altro Sudtirolo       | 12.942              | 2,25                | 2                   |
| Democrazia Proletaria                         | 9.676               | 1,68                | 1                   |
| Partito Liberale Italiano                     | 8.434               | 1,47                | 1                   |
| Lista Verde                                   | 8.371               | 1,45                | 1                   |
| Wahlverband des Heimatbundes                  | 7.285               | 1,27                | 1                   |
| Partei der Unabhängigen                       | 6.960               | 1,21                | 1                   |
| Sozialdemokratische Partei Südtirols          | 3.853               | 0,67                | -                   |
| Totale                                        | 575.526             |                     | 70                  |
| Provincia autonoma di Trento                  |                     |                     |                     |
| Democrazia Cristiana                          | 127.847             | 44,19               | 16                  |
| Partito Comunista Italiano                    | 31.690              | 10,95               | 4                   |
| Partito Socialista Italiano                   | 27.409              | 9,47                | 3                   |
| Unione Autonomista Trentino Tirolese          | 23.741              | 8,21                | 3                   |
| Partito Repubblicano Italiano                 | 20.137              | 6,96                | 2                   |
| Autonomia Integrale                           | 17.414              | 6,02                | 2                   |
| Partito Socialista Democratico Italiano       | 9.757               | 3,37                | 1                   |
| Democrazia Proletaria                         | 8.428               | 2,91                | 1                   |
| Lista Verde                                   | 8.371               | 2,89                | 1                   |
| Movimento Sociale Italiano - Destra Nazionale | 8.261               | 2,86                | 1                   |
| Partito Liberale Italiano                     | 6.256               | 2,16                | 1                   |
| Totale                                        | 289.311             |                     | 35                  |
| Provincia autonoma di Bolzano                 |                     |                     |                     |
| Südtiroler Volkspartei                        | 170.125             | 59,44               | 22                  |
| Democrazia Cristiana                          | 27.333              | 9,55                | 3                   |
| Movimento Sociale Italiano - Destra Nazionale | 16.829              | 5,88                | 2                   |
| Partito Comunista Italiano                    | 16.079              | 5,62                | 2                   |
| Lista alternativa per l'altro Sudtirolo       | 12.942              | 4,52                | 2                   |
| Partito Socialista Italiano                   | 11.208              | 3,92                | 1                   |
| Wahlverband des Heimatbundes                  | 7.285               | 2,55                | 1                   |
| Partei der Unabhängigen                       | 6.960               | 2,43                | 1                   |
| Partito Repubblicano Italiano                 | 5.890               | 2,06                | 1                   |
| Sozialdemokratische Partei Südtirols          | 3.853               | 1,35                | -                   |
| Partito Socialista Democratico Italiano       | 3.643               | 1,27                | -                   |
| Partito Liberale Italiano                     | 2.178               | 0,76                | -                   |
| Democrazia Proletaria                         | 1.248               | 0,44                | -                   |
| Autonomia Integrale                           | 642                 | 0,22                | -                   |
| Totale                                        | 286.215             |                     | 35                  |

| Riepilogo dei seggi | Riepilogo dei seggi | Riepilogo dei seggi | Riepilogo dei seggi | Riepilogo dei seggi | Riepilogo dei seggi | Riepilogo dei seggi |
| ------------------- | ------------------- | ------------------- | ------------------- | ------------------- | ------------------- | ------------------- |
|                     |                     |                     |                     |                     |                     |                     |
| DP                  | 1                   | ━                   |                     | PCI                 | 6                   | ▼ 1                 |
| Alternativa         | 2                   | Nuovo               |                     | LV                  | 1                   | Nuovo               |
| PSI                 | 4                   | ━                   |                     | PSDI                | 1                   | ▼ 1                 |
| PRI                 | 3                   | ▲ 2                 |                     | UATT                | 3                   | Nuovo               |
| AI                  | 2                   | Nuovo               |                     | SVP                 | 22                  | ▲ 1                 |
| DC                  | 19                  | ▼ 3                 |                     | PdU                 | 1                   | ━                   |
| WdH                 | 1                   | Nuovo               |                     | PLI                 | 1                   | ━                   |
| MSI-DN              | 3                   | ▲ 1                 |                     | NL/NS               | 0                   | ▼ 2                 |
| SPS                 | 0                   | ▼ 1                 |                     | PPTT                | 0                   | ▼ 5                 |